# يوجينة ثلاثية العروق
أوجينيا ثلاثية العروق (الاسم العلمي:Eugenia trinervia) هي نوع من النباتات تتبع جنس الأوجينيا من فصيلة الآسية.